# 키엔스

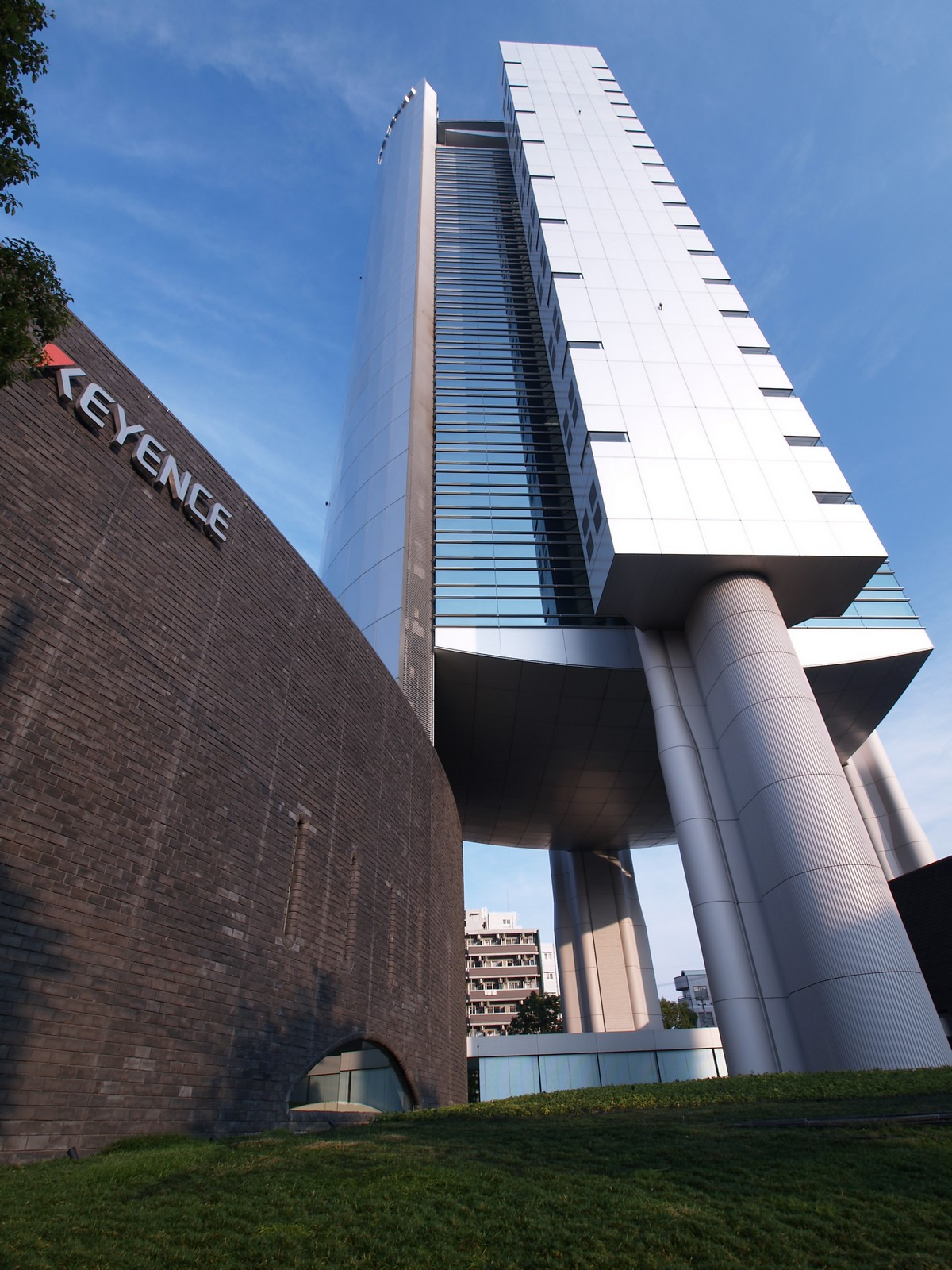
오사카 시 히가시요도가와 구에 있는 본사 사옥

주식회사 키엔스(일본어: 株式会社キーエンス, 영어: Keyence Corporation)는 오사카부 오사카시 히가시요도가와구 히가시나카지마에 본사를 두고 있는 일본의 전기기기회사이다. 자동제어기기(PLC와 주변기기), 계측기기, 정보기기, 광학현미경·전자현미경 등의 개발 및 제조 판매를 하고 있다.

## 개요
창업자로 현 회장인 다키자키 다케미쓰가 1974년에 효고현 아마가사키시에서 ‘리드 전기’(リード電機)라는 회사 이름으로 설립, 1986년에 회사명을 ‘Key of Science’에서 유래한 ‘키엔스’(KEYENCE)로 변경했다. 도쿄 증권거래소와 오사카 증권거래소 1부에 상장됐고 본사와 연구소는 오사카 시 히가시요도가와 구 신오사카역 근처에 있다.
2009년 4월 3일에 저스트시스템과의 자본·업무 제휴를 맺고 제3자 할당 증자에 의해 지분법 적용 회사로 하고 있다.

## 연혁
- 1974년: 리드 전기 주식회사(リード電機株式会社) 설립
- 1985년: 미국 현지 법인 설립
- 1986년: 회사명을 ‘주식회사 키엔스’로 변경
- 1987년: 오사카 증권거래소 시장 제2부 상장
- 1989년: 도쿄 증권거래소 시장 제2부 상장
- 1990년
  - 독일 현지 법인 설립
  - 오사카 증권거래소 시장 제1부 상장
  - 도쿄 증권거래소 시장 제1부 상장
- 1993년
  - 대한민국 현지 법인 설립
  - 영국 현지 법인 설립
- 1994년: 본사·연구소 신사옥 준공
- 1996년: 싱가포르 현지 법인 설립
- 1997년: 말레이시아 현지 법인 설립
- 1998년
  - 프랑스 현지 법인 설립
  - 태국 현지 법인 설립
- 1999년: 중화민국 현지 법인 설립
- 2001년
  - 홍콩 현지 법인 설립
  - 도쿄 연구소 개설
  - 상하이 현지 법인 설립
- 2003년: 이탈리아 현지 법인 설립
- 2004년: 캐나다 현지 법인 설립
- 2005년: 스위스 현지 법인 설립
- 2006년: 멕시코 현지 법인 설립
- 2009년: 품질 평가 시설 ‘퀄리티 라보’(クオリティ・ラボ) 설립
- 2011년: 인도 현지 법인 설립
- 2011년: 브라질 현지 법인 설립
- 2013년: 인도네시아 현지 법인 설립
- 2014년: 베트남 현지 법인 설립

## 주요 제품
- 광전·근접·레이저 센서 / 라이트커튼
- 유량·압력 센서 / 온도 제어
- 변위 센서 / 치수 측정기
- 화상 센서 / 화상 처리 장치
- 정전기 대책 기기 / 클린 기기
- 레이저 마커 / 잉크젯 / 3D 프린터
- PLC / AC 서보
- 터치패널 / FA 데이터 수집 기기
- 전자 계측기 / 레코더
- 현미경(디지털 마이크로스코프)·SEM / 표면 형상 해석
- 바코드·2차원 코드 / RFID

## 일본 국내 영업소
모리오카, 센다이, 고리야마, 우쓰노미야, 다카사키, 구마가야, 우라와, 미토, 가시와, 마쿠하리, 간다, 도쿄, 다치카와, 하치오지, 요코하마, 에비나, 마쓰모토, 시즈오카, 하마마쓰, 도요타, 가리야, 나고야, 이치노미야, 쓰, 도야마, 가나자와, 시가, 교토, 오사카키타, 오사카추오, 고베, 오카야마, 다카마쓰, 히로시마, 기타큐슈, 후쿠오카, 구마모토

## 계열 자회사
- 키엔스엔지니어링 주식회사
- 주식회사 아피스테
- 주식회사 에스코
- 주식회사 이프로스
- 키엔스소프트웨어 주식회사
- KEYENCE CORPORATION OF AMERICA (미국)
- KEYENCE (CHINA) CO., LTD. (중화인민공화국)
- KEYENCE DEUTSCHLAND GmbH (독일)
- KEYENCE FRANCE SAS (프랑스)
- KEYENCE(UK) LIMITED (영국)
- KEYENCE ITALIA S.p.A. (이탈리아)
- KEYENCE CANADA INC. (캐나다)
- KEYENCE MEXICO, S.A.DE C.V (멕시코)
- KEYENCE INTERNATIONAL (BELGIUM) NV/SA (벨기에)
- KEYENCE TAIWAN CO., LTD. (중화민국)
- KEYENCE (THAILAND) CO., LTD. (태국)
- KEYENCE (MALAYSIA) SDN BHD (말레이시아)
- KEYENCE (HONG KONG) Co.,LIMITED (홍콩)
- KEYENCE SINGAPORE PTE LTD (싱가포르)
- KEYENCE INDIA PRIVATE LIMITED (인도)
- KEYENCE BRASIL (브라질)
- KOREA KEYENCE CO., LTD. (대한민국)
- PT.KEYENCE INDONESIA (인도네시아)
- KEYENCE VIETNAM CO., LTD (베트남)

## 지분법 적용 관련 회사
- 주식회사 저스트시스템